# 何鯉 (萬曆進士)
何鯉（？—？），字伯龍，號霽懷、霽寰，直隸常州府武進縣人，民籍，明朝政治人物。

## 生平
萬曆四年（1576年）丙子科應天府鄉試第二十名，萬曆十一年（1583年）癸未科會試第八十名，登二甲第五十八名進士。刑部觀政，十三年授刑部主事，十七年升员外郎，升郎中，十八年升河南彰德府知府，二十一年京察浮躁，降河南鄧州知州，二十二年升順天府通判，二十五年升南京户部主事。

## 家族
曾祖何潚；祖父何衢；父何統。母張氏；繼母王氏。